# Monte Sefton
Il Monte Sefton (māori: Maukatua,  lett. "Montagna degli dei") è una montagna della catena di Aroarokaehe nelle Alpi meridionali della Nuova Zelanda, a 12 km a sud dell'Aoraki/Monte Cook. A sud si trova il monte Brunner e a nord il Footstool, entrambi a più bassi di 400 metri.
La montagna è ben visibile dal Mount Cook Village nella valle di Hooker, con il ghiacciaio Tuckett che scorre lungo il lato sud-orientale della montagna e il ghiacciaio Mueller nella valle sottostante. Con un'altezza di 3151 m s.l.m., il Monte Sefton è la quarta montagna più alta della Nuova Zelanda e la tredicesima vetta più alta delle Alpi meridionali (includendo le vette di poco rilievo nel raggio di un chilometro da una vetta principale).
Il fiume Douglas (precedentemente noto come fiume Twain) ha le sue fonti sul Monte Sefton.
Uno dei primi residenti, Charles French Pemberton, chiamò l'area, mentre il geologo Julius von Haast chiamò la montagna in onore di William Sefton Moorhouse, il secondo sovrintendente della provincia di Canterbury. Il nome Maori della montagna è Maukatua, che si traduce come "montagna degli dei".
Edward FitzGerald, con Matthias Zurbriggen come guida, completò la prima salita registrata alla vetta poco dopo il Natale del 1894.